# Võ Quý
Võ Quý (31 tháng 12 năm 1929 – 10 tháng 1 năm 2017) là nhà giáo, nhà sinh học, nhà điểu học người Việt Nam. Ông là người tiên phong và đạt nhiều thành tựu trong nghiên cứu bảo vệ môi trường. Ông là người đầu tiên của Châu Á được trao giải thưởng Hành tinh xanh của IUCN
Ông sinh ra tại vùng đất giàu truyền thống hiếu học xã Yên Hồ, huyện Đức Thọ, tỉnh Hà Tĩnh. Ông qua đời năm 2017, thọ 88 tuổi.

## Sự nghiệp
Võ Quý có học vị tiến sĩ khoa học và được phong học hàm Giáo sư.

## Giải thưởng
- Năm 1988: GS Võ Quý được tặng Huy chương vàng về thành tích bảo vệ động vật hoang dã và xây dựng khu bảo vệ thiên nhiên do Quỹ Bảo vệ Thiên nhiên Quốc tế (WWF) trao tặng.
- Năm 1992: GS là người Việt Nam đầu tiên và duy nhất cho đến ngày hôm nay nhận bằng Danh dự của Chương trình Môi trường của Liên hiệp quốc.
- Năm 1994: GS nhận huy chương của Hiệp hội Quốc tế Bảo vệ Thiên nhiên (IUCN) và giải thưởng hạng nhất của Đức về bảo vệ môi trường sinh thái.
- Năm 1995: Nhận giải thưởng về môi trường của Trường đại học Michigan (Mỹ).
- Năm 2003: Nhận phần thưởng "Hành tinh màu xanh" do IUCN trao tặng với những giải pháp cải tạo môi trường thế giới và dự báo về sự phát triển môi trường trong tương lai. Trị giá giải thưởng là 50 triệu yên, tương đương 6 tỷ đồng Việt Nam

Đây là một giải thưởng quốc tế lớn nhất về môi trường, có giá trị tương đương với giải Nobel (vì Nobel không có phần thưởng dành cho môi trường) được trao cho những cá nhân và tổ chức đã có thành tích nổi bật trong lĩnh vực này.
- Nhà giáo Nhân dân của Việt Nam.[2]